# Begonia wallichiana
Begonia wallichiana là một loài thực vật có hoa trong họ Thu hải đường. Loài này được Lehm. mô tả khoa học đầu tiên năm 1850.